# Николаевское градоначальство
Николаевское градоначальство — административно-территориальная единица в составе Херсонской губернии Российской империи, образованная в 1900 году. В состав градоначальства входил город Николаев, выделенный из губернии и непосредственно подчинявшийся министру внутренних дел, с прилегающими к городу землями (хуторами).
22 мая 1899 года было ликвидировано Николаевское военное губернаторство, а управление Черноморского флота окончательно перенесено в Севастополь. Николаеву был присвоен статус заштатного города Херсонской губернии. В связи с этим в Николаеве и было учреждено градоначальство.
К Николаевскому градоначальству были приписаны такие окрестные хутора и посады: Водопойские, Широкая Балка, Богоявленск, Соляные, Инвалидные, Мешково-Погорелово, Кульбакино, Аляуды и др.

## Градоначальники
Николаевское градоначальство возглавлялось градоначальником, который назначался императором лично или по представлению Министерства внутренних дел. Органом управления являлась канцелярия Николаевского градоначальника. По субординации градоначальник подчинялся Херсонскому губернатору, но имел право обращаться по отдельным вопросам непосредственно в МВД, туда же отправлялись ежегодные отчёты о состоянии Николаевского градоначальства.
Николаевские градоначальники, как правило, совмещали эту должность с обязанностями командира над Николаевским портом, поэтому все они были высшими флотскими офицерами. Единственным гражданским лицом на посту Николаевского градоначальника был на протяжении почти трёх месяцев в 1917 году Николай Леонтович, который исполнял обязанности градоначальника, будучи городским головой (впрочем, его статус не был официально утверждён, поскольку императорской власти в это время уже не существовало).
За время существования Николаевского градоначальства пост градоначальника занимали:
- с 1900 по 1902 год — контр-адмирал Карл Михайлович Тикоцкий;
- с 9 сентября 1902 года по 2 апреля 1904 года ─ вице-адмирал Оскар Адольфович Энквист;
- со 2 апреля 1904 года по 1905 год ─ контр-адмирал Аполлинарий Сергеевич Загорянский-Кисель;
- со 2 января 1906 года по 22 октября 1909 года ─ контр-адмирал Василий Максимович Зацарённый;
- с 22 октября 1909 года по 1916 год ─ вице-адмирал Александр Иванович Мязговский;
- с 1916 по 1917 год ─ контр-адмирал Андрей Георгиевич Покровский;
- с 6 марта по 30 мая 1917 года ─ Николай Павлович Леонтович.